# Kuźnik (Lubusz)
Pour les articles homonymes, voir Kuźnik.
Kuźnik (prononciation : [ˈkuʑnik]) est un village polonais de la gmina de Międzyrzecz dans le powiat de Międzyrzecz de la voïvodie de Lubusz dans l'ouest de la Pologne.
Il se situe à environ 5 kilomètres au sud-est de Międzyrzecz (siège de la gmina et de le powiat), 44 kilomètres au sud-est de Gorzów Wielkopolski (capitale de la voïvodie) et 54 kilomètres au nord de Zielona Góra (siège de la diétine régionale).
Le village comptait approximativement une population de 42 habitants en 2006.

## Histoire
Avant 1945, ce village était sur le territoire de l'Empire allemand dans le Royaume de Prusse dans la province de Brandebourg sous le nom de Kupfermühle. (voir Évolution territoriale de la Pologne)
De 1975 à 1998, le village appartenait administrativement à la voïvodie de Zielona Góra.

Depuis 1999, il appartient administrativement à la voïvodie de Lubusz